# Kiri-ezu

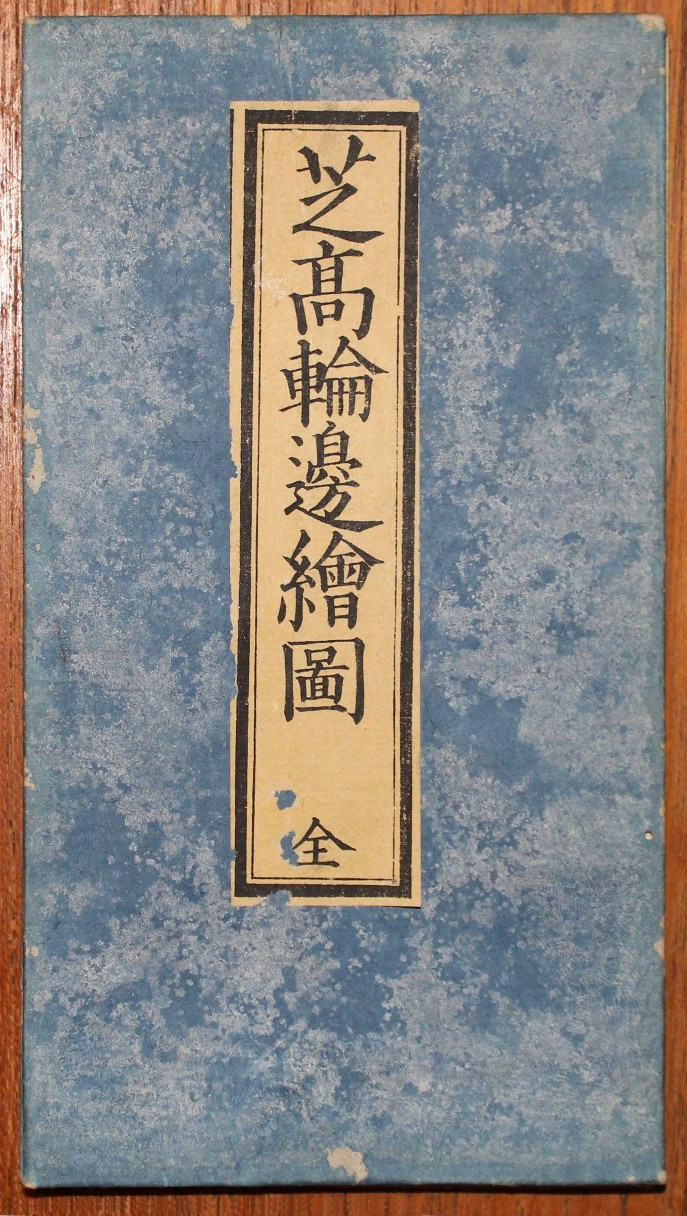
Karte gefaltet (16,5 × 9,5 cm)

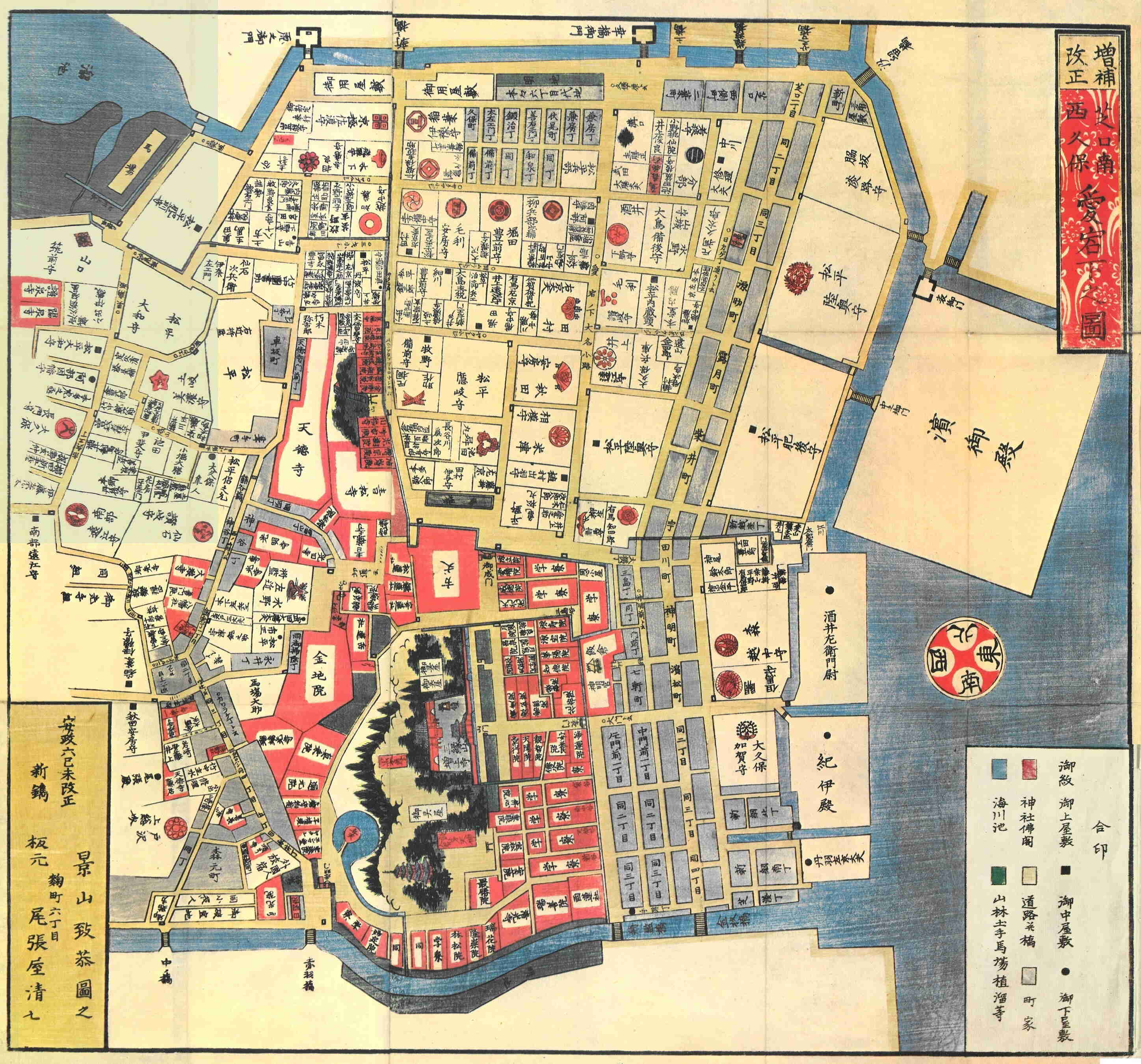
Karte Shibaguchi-minami

Kiri-ezu (japanisch 切絵図, dt. etwa: „Abschnittskarten“) sind Stadtteilkarten, die Mitte des 19. Jahrhunderts für die damalige Hauptstadt Japans Edo (heute Tokio) hergestellt wurden.

## Vorbemerkung
Mit der verstärkten Reise-Aktivitäten in der Edo-Zeit entstanden Wege-(道中, dōchū)-Karten in Leporellofaltung, die Ortschaften und Gelände rechts und links der Straße wiedergeben, und Karten der großen Städte. Letztere waren dekorativ gestaltet, aber mit einem Maßstab von 1:1.000.000 trotz ihrer Größe von mehr als einem Meter nur zur groben Orientierung geeignet.

## Stadtteilkarten
Für das große Edo entstanden Anfang des 19. Jahrhunderts Stadtteilkarten, unter denen vor allem die des Verlags Owariya große Verbreitung fanden. Die Kaei-(1838–1854)-Ausgabe umfasste 26 Blatt, die Ansei-(1854–1860)-Ausgabe 28 Blatt und schließlich die Bunkyū-(1881–1864)-Ausgabe 30 Blatt, zu denen noch ein 31. Blatt kam. Das Format der Blätter liegt bei 40 × 60 cm, aber es gibt auch deutlich breitere Blätter. Die dargestellten Stadtteile orientieren sich nicht an irgendwelchen Gitternetzen, Norden ist praktisch gewählt auf jedem Blatt vermerkt. Auch die Ausschnitte wurden pragmatisch gewählt und sind – oft etwas gewaltsam – auf Rechteckform gebracht. Alle Karten lassen sich auf das Format 16,5 × 9,5 cm zusammenfalten, was einen gut handhabbaren Kartensatz ergibt. Der gesamte Satz konnte in einem passenden Holzkästchen bezogen werden.

## Karten-Legende

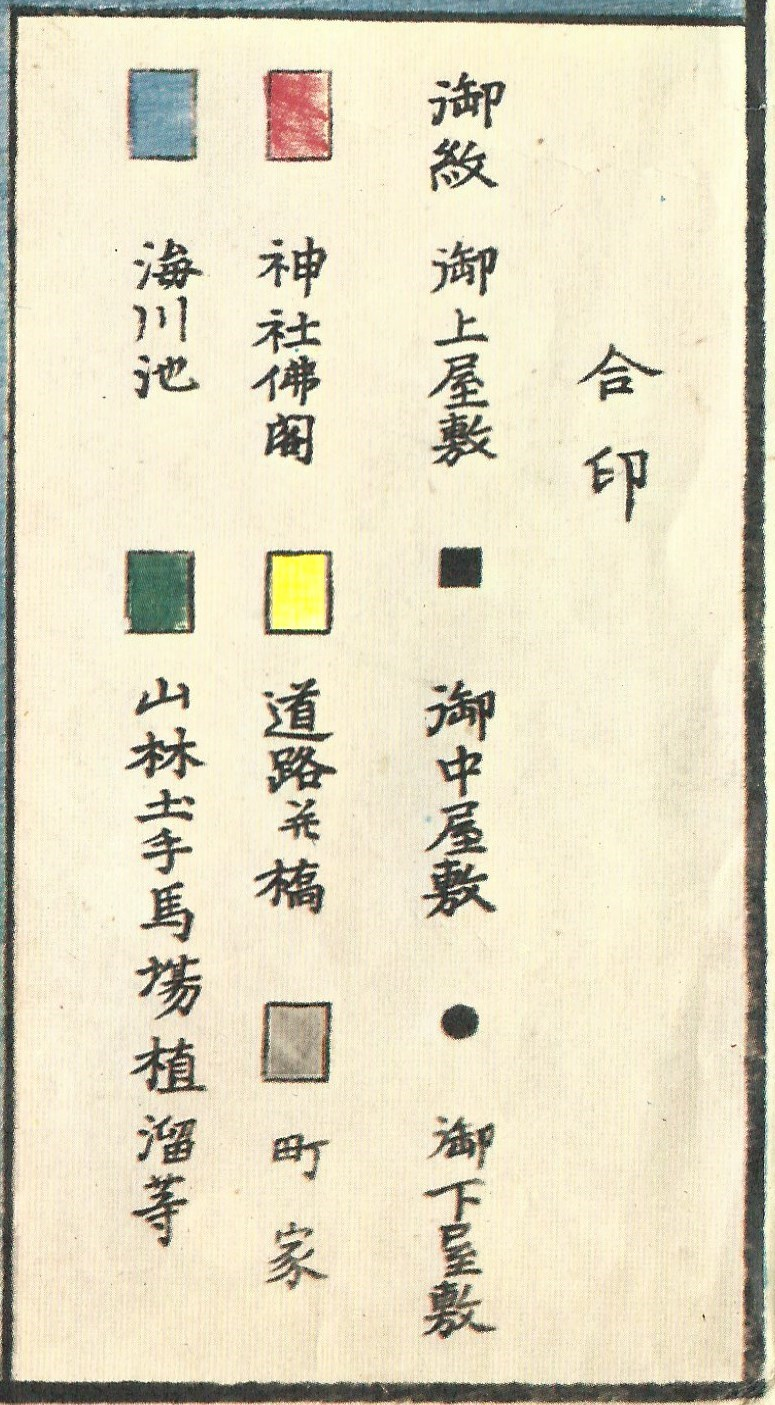
Legende

Die Karten zeigen neben den Konturen in schwarz in fünf Farben (die Grundstücke des Schwertadels blieben weiß):
- gelb: die Straßen und Brücken
- rot: Tempel und Schreine
- grau: Bürgerquartiere
- blau: Gewässer
- grün: Wald, Wiesen, Pferdebahnen u. a.

Die Grundstücke der Daimyō zeigen die Hauptresidenz (上屋敷, kami-yashiki) mit Namen und Kamon (Familienwappen), die Neben- (中屋敷, naka-yashiki) und Unterresidenz- (下屋敷, shimo-yashiki) ohne Kamon mit einer quadratischen bzw. runden Markierung. Die Grundstücke der Hatamoto tragen nur den Namen. Alle Namen sind so eingetragen, dass sie an der Seite des Grundstücks beginnen, an der sich der Eingang befindet. Die unteren Samurai bewohnten Anwesen, die als „Vorhut-Gruppe“ (先手組, sente-gumi) oder als „100-Leute-Gruppe“ (百人組, hyakunin-gumi) eingetragen sind. Die grauen Bezirke der Bürger (町民, chōmin) tragen nur Ortsangaben.
Bekannte Tempel und Schreine sind bildhaft dargestellt. An den Straßen sind die Wachhäuschen (辻番, tsujiban), auch die Straßen mit starken Steigungen (坂道, sakamichi), sind durch Schraffur gekennzeichnet.

## Die Karten als Abbild der gesellschaftlichen Verhältnisse

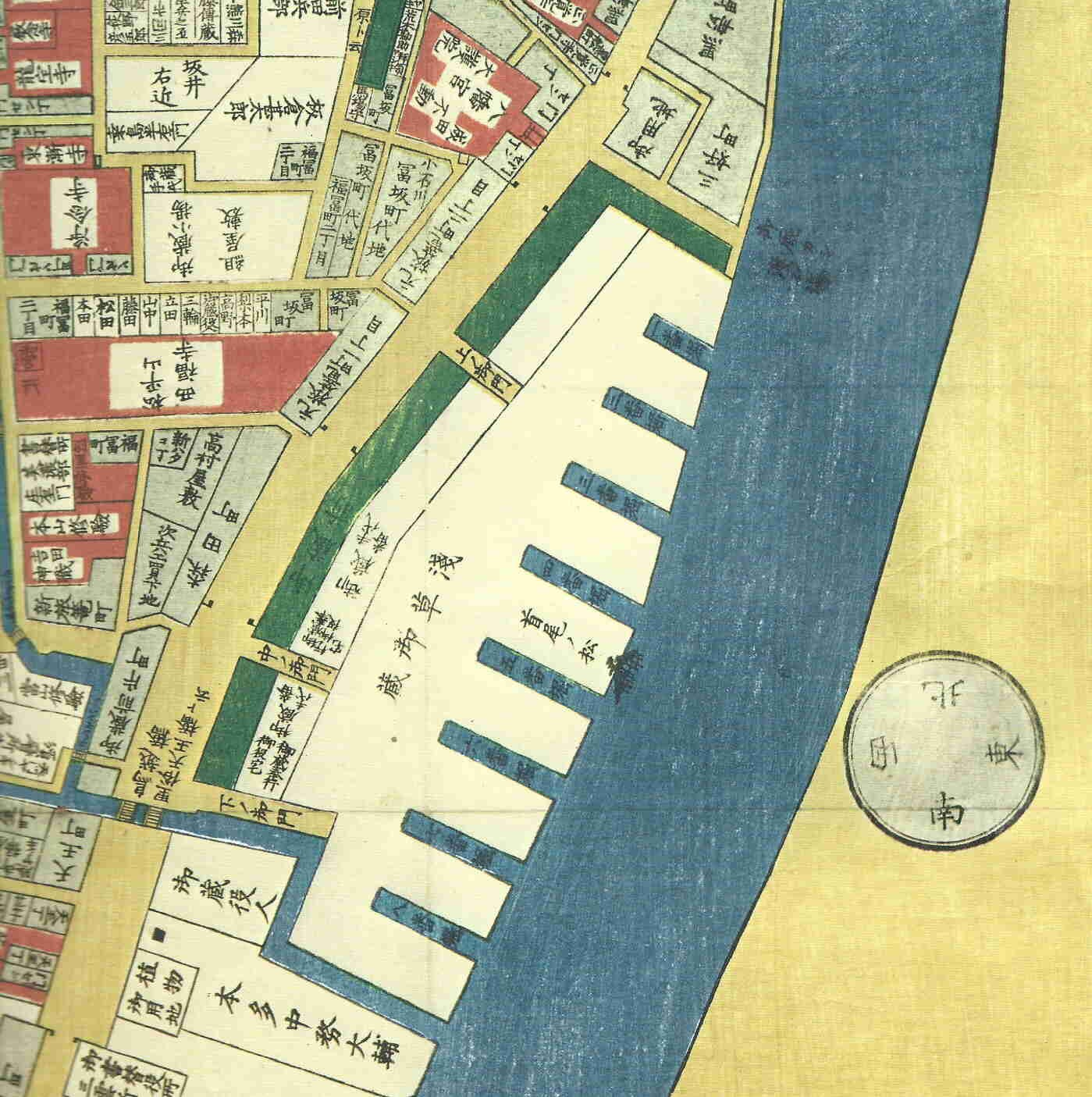
Die Shubi-Kiefer am Hafenrand.

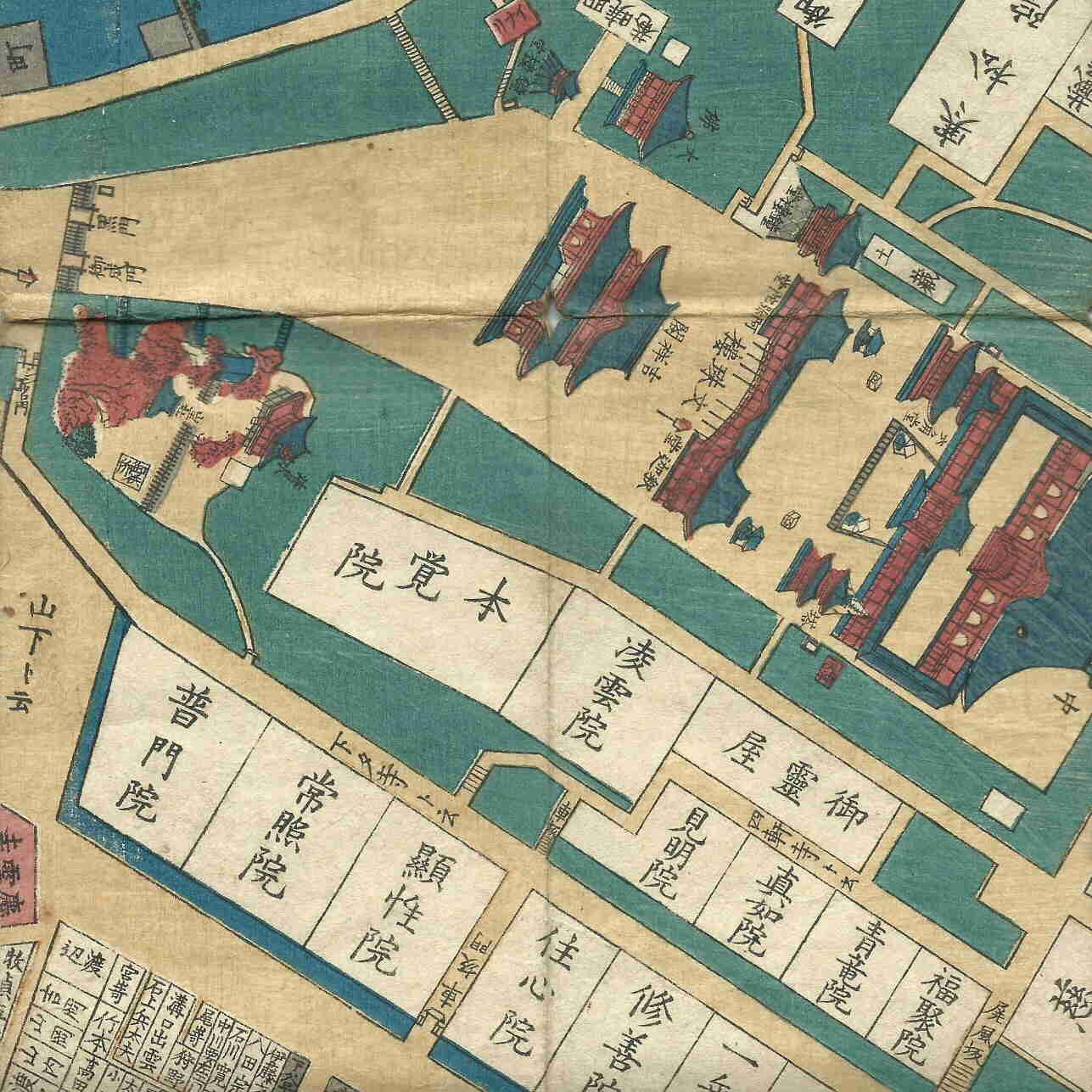
Oben: Kan’ei-ji
Darunter: Shikendera.

Wie die Karten zeigen, gab es die Viertel um die Shoguns-Residenz herum, die ausschließlich vom Schwertadel bewohnt waren und es gab die Bürgerviertel wie Ginza oder Kanda. Aber in weiten Teilen der Stadt wohnte man klassenmäßig gemischt: auf den Anhöhen die Samurai, in den schmalen Tälern dazwischen das einfache Volk. So hatten Handwerker und Lieferanten kurze Wege, um sich am Eingang einer Residenz um Aufträge zu bemühen. Auch rechts und links der Durchgangsstraßen finden sich oft Bürgerquartiere. Auffallend sind auch die unzähligen kleinen Tempel, oft als ganze Gruppen nebeneinander.
In ihrem Detail-Reichtum sind diese Karten eine gute Informationsquelle, wie einige Beispiele zeigen.
- So zeigen z. B. die verschiedenen Ausgaben desselben Blattes, dass Daimyō mit Positionen im Shogunat Dienstanwesen nahe der Residenz zugewiesen bekamen, die sie nach Beendigung wieder verlassen mussten.
- Wie aus Farbholzschnitten, z. B. von Hiroshige, bekannt ist, wurde bei Bootsfahrten auf dem Sumida-Fluss gerne Rast gemacht im Schatten der „Von-Kopf-bis-Fuß Kiefer“ (首尾ノ松, shubi no matsu). Wie auf der Karte Asakusa zu sehen ist, stand sie außen[Anm 2] zwischen dem 4. und 5. Hafenbecken.
- Bei der Suche nach dem Vereinshaus der Deutschen Gesellschaft für Natur- und Völkerkunde Ostasiens zwischen 1880 und 1882 war eine Stadtteilkarte hilfreich. Die aus der Literatur nur in lateinischer Umschrift überlieferte Adresse „Uyeno, Shikendera No.5“ ließ an einen Tempel denken. Allerdings existiert in Ueno oder der näheren Umgebung kein Tempel namens Shiken-dera. Auf der Karte Shitaya fand sich dann der Ort als „Bei den vier Tempeln“ (四軒寺, Shikendera).

Die auf diesen Karten gut sichtbare Durchmischung der Stadt mit den winzigen Grundstücken der Bürger führte zu großen Problemen bei der Stadtentwicklung in der Nach-Edo-Zeit. So brauchte noch um 1980 das Unternehmen Mori Buildings Jahre, um die Bewohner der kleinen Häuschen auf dem Hang umzusiedeln bzw. zu entschädigen, der heute von den ARC Hills mit Hotels, der Suntory Hall und modernen Apartments eingenommen wird. Auf der anderen Seite erleichterten die auf den Karten gut sichtbaren großen Grundstücke der Daimyō, die nach der Meiji-Restauration an den Kaiser bzw. an den Staat fielen, die Anlage von Regierungsgebäuden, Kasernen, Universitäten.

## Liste der Karten

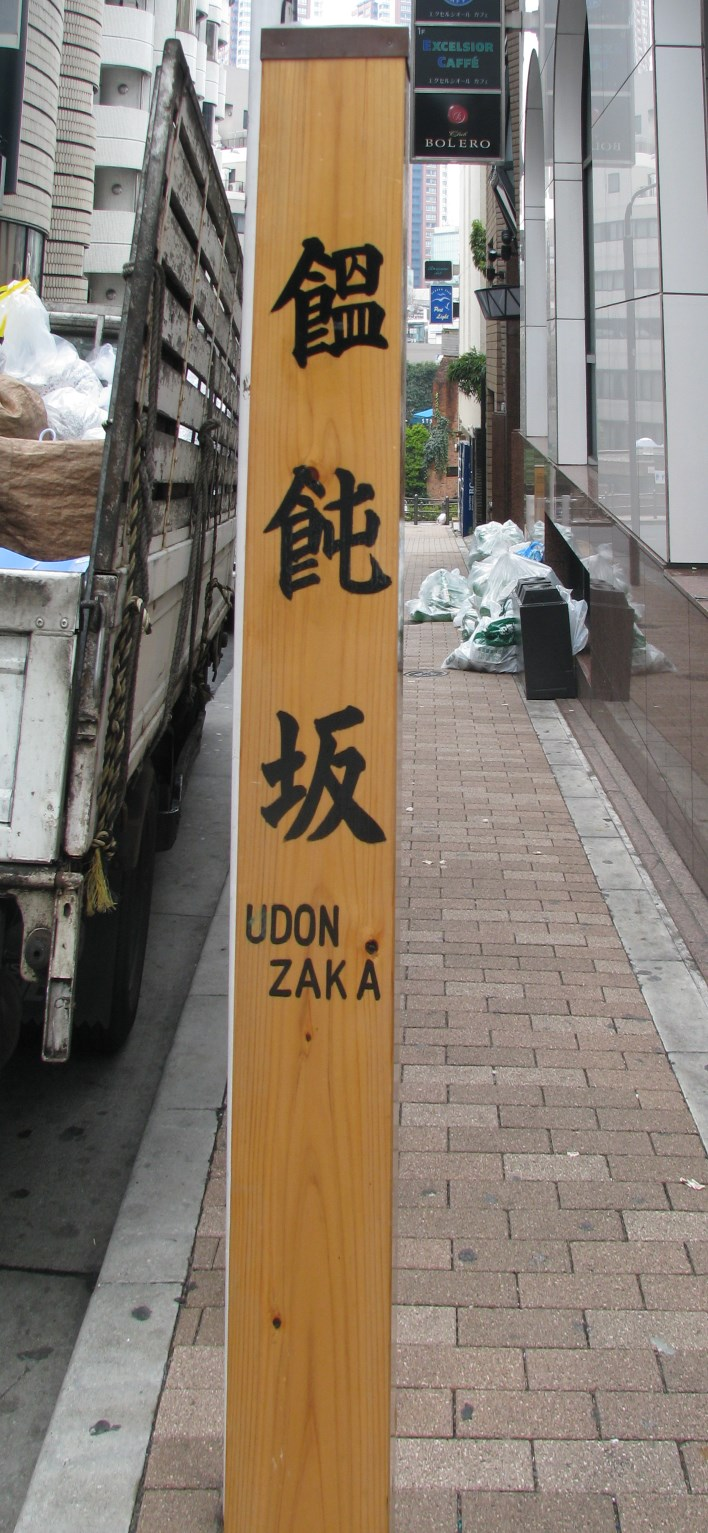
Der „Weizennudeln-Hangweg“ (Udon-zaka) in Roppongi

Die folgenden Titel der Blätter können von den auf dem Einband abweichen.
- Kandabashi-nai Daimyō-kōji Uchi-sakurada (大名小路神田橋内絵図)
  - auch: Kuruwa-nai Daimyō-kōji (御曲輪内大名小路絵図)
- Kōjimachi Nagatachō Soto-sakurada (麹町永田町外桜田絵図)
- Banchō (東都番町大絵図)
- Iidamachi Surugadai Ogawamachi (飯田町駿河台小川町絵図)
- Nihonbashi-kita Uchi-kanda Ryōgoku Hamamachi (日本橋北内神田両国浜町明細絵図)
- Hatchōbori Reiganjima Nihonbashi-minami (八町堀霊岸嶋日本橋南之絵図)
- Kyōbashi-minami Tsukiji Teppōsu (京橋南築地鉄鉄砲洲絵図)
- Shibaguchi-minami Nishi-Ōkubo Atago-shita (芝口南西久保愛宕下之絵)
- Imaidani Roppongi Akasaka (今井谷六本木赤坂絵図)
- Sendagaya Samegahashi, Yotsuya (千駄ヶ谷鮫ヶ橋四谷絵図)
- Ichigaya Ushigome (市ヶ谷牛込絵図)
- Koishigawa Ushigome, Kobinata (礫川牛込小日向絵図)
- Koishikawa (東都小石川絵図)
- Koishikawa Taninaka Hongo (小石川谷中本郷絵図)
- Shitaya (東都下谷絵図)
- Asakusa (東都浅草絵図)
- Imado Minowa Asakusa (今戸箕輪浅草絵図)
- Honjo (本所絵図)
- Honjo Fukagawa (本所深川絵図)
- Shiba Mita Nihon-enoki Takanawa hen (芝三田二本榎高輪辺絵図)
- Azabu (東都麻布之絵図)
- Meguro Shirogane (目黒白銀図)
- Aoyama (東都青山絵図)
- Naitō-Shinkuku Sendagaya hen (内藤新宿千駄ヶ谷辺図)
- Ushigome Ichigaya Ōkubo (牛込市谷大久保絵図)
- Zōshigaya Otowa (雑司ヶ谷音羽絵図)
- Komagome hen (東都駒込辺絵図)
- Somei Ōji Sugamo hen (染井王子巣鴨辺絵図)
- Negishi, Taninaka, Nippori, Toshima hen (根岸谷中日暮里豊島辺図)
- Sumidagawa, Mukōjima (隅田川向嶋絵図)

## Schlussbemerkung
Mit Glück lassen sich originale Karten erwerben, wobei diese meist im schlechten Zustand, oft von Wurmfraß durchsetzt sind. Das Interesse an ihnen hat dazu geführt, dass der Verlag Jinbunsha die Stadtteilkarten als Nachdrucke herausgebracht hat. Diese Karten sind allerdings keine Kopien von Originalen, sondern sind nachgezeichnet. Das schränkt ihren Wert als historische Quelle ein.